# ANR
ANR (tidligere Aalborg Nærradio og Alle Nordjyders Radio) er en radiokanal ejet af NORDJYSKE Medier og har studier og kontorer på Langagervej i Aalborg Øst. Kanalen har udover hovedkanalen også "søster-kanalen" Radio NORDJYSKE. 
ANR har tidligere været kendt for morgenshowværterne Niels Skovmand og Tom Bue og ikke mindst satireindslag fra Farlig Fredag-redaktionen i 90'erne. Kanalen startede 22. september 1983.

## Programmer
- Morgenkøterne er et morgenprogram med værterne Anders Wortmann og Matilde Alexandra, før dem, Johnni Gade og Kirstine Richter. Niels Skovmand har også tidligere været en del af Morgenkøterne, men han sender nu "Balkonen" på Radio NORDJYSKE sammen med Tom Bue. Tidligere hed Morgenkøterne "Anne og de herreløse hunde", og havde studievært Anne Kejser som gennemgående vært og med Niarn, Torben Chris, Anna David, og Christian Geo Heltboe som sidekicks. Programmet har været nomineret til Zulu Awards, og har i 2018 vundet Den Gyldne Mikrofon ved Prix Radio. De er også kendt med sangen "Vejgaard Style".
- Snack er ANR's musikmagasin henover dagen fra 10 til 14. Programmets vært er Claus Høyer.
- Den Fjerde Limfjordsforbindelse var et eftermiddagsprogam med værterne Anders Fuglsang og Thomas Loft, der frem til 14. januar 2016 sendte på ANR. Programmet er nu flyttet over på Radio NORDJYSKE. Programmet blev for første gang sendt den 3. januar 2012.
- Hitstream er et musikprogram, som sender lørdag 16-18 og søndag 13-15. Her sender ANR sin Top 30 baseret på streaming, radiohits og tendenser fra udlandet.

## Hit FM
ANR var tidligere en del af samarbejdet med Radio Viborg Hit FM og Midtjylland Hit FM og havde derfor navnet ANR Hit FM. 
I 2009 opløstes samarbejdet, og ANR Hit FM blev til "ANR", Radio Viborg Hit FM blev til "Radio Viborg" mens Midtjylland Hit FM blev til "Radio M" og ejes af Mediehuset Herning Folkeblad.
Formatet Hit FM er ejet af RadioNet, der også stod bag RadioNyhederne, SportsNyhederne, hitlisten Popaganda og radiostationen Guld FM.
Hit FM's målgruppe var de 15-24 årige, hvilket aldersmæssigt var lige under målgruppen for søsterkanalen Guld FM (nu Radio Aura).

### Popaganda
Popaganda, der ejes af RadioNet, var en lytterbestemt top 20 liste der fra 2004-2008 blev sendt en gang ugentligt på Hit FM. Det var muligt for alle at stemme online og hvert år ved nytårstid blev der ud fra alle årets lister dannet en Årets Top 100.